# Fonotassi
La fonotassi (in greco phoné, 'suono', e taxis, 'ordinamento'), detta anche fonosintassi, fonotattica o fonetica sintattica, è una branca della fonetica e della fonologia che tratta i fenomeni morfologici e fonologici che si producono sui segmenti posti ai confini (iniziali o finali) di parole o morfemi, e in particolare delle restrizioni che in ciascuna lingua sussistono relativamente alla tollerabilità di una data combinazione di foni. La fonotassi definisce ammissibile la struttura della sillaba, dei gruppi consonantici e della sequenza vocalica tramite le cosiddette "restrizioni fonotattiche".

## Tipici fenomeni fonotattici
Nell'ambito del vocalismo, sono tipici fenomeni fonotattici:
- la prostesi, che consiste nell'aggiunta di un elemento ad inizio di parola;
- l'aferesi, che consiste nella caduta di un elemento ad inizio di parola;
- l'anaptissi, che consiste nell'inserimento di un elemento vocalico all'interno della parola;
- l'epitesi, che consiste nell'aggiunta di un elemento in fine di parola;
- l'apocope, che consiste nella caduta di un elemento in fine di parola;
- l'elisione, che consiste nella caduta di una vocale atona in fine di parola davanti ad altra parola che inizia con vocale.

Nell'ambito del consonantismo, sono tipici fenomeni fonotattici:
- l'assimilazione, che consiste nell'assunzione da parte di un fono di alcuni tratti di un fono adiacente;
- l'affricazione, che consiste nella perdita da parte di una consonante occlusiva del tratto esplosivo in favore del tratto fricativo;
- la cogeminazione, che consiste nel raddoppiamento della consonante ad inizio di parola.

## Restrizioni fonotattiche
Le restrizioni fonotattiche (o "limiti fonotattici") sono peculiari e specifiche di ogni lingua; per esempio, in giapponese, i gruppi consonantici come /st/ non sono permessi, sebbene essi si trovino in lingue come l'italiano o il serbo-croato. In modo analogo, i suoni /kn/ e /ɡn/ non sono permessi all'inizio di parola in inglese moderno, mentre lo sono in tedesco e in olandese, così come nelle fasi antica e media dell'inglese.

## Struttura della sillaba
Le sillabe hanno la seguente struttura segmentale interna:
- attacco (opzionale)
- rima (obbligatoria, comprende il nucleo e la coda):
  - nucleo (obbligatorio)
  - coda (opzionale)

Sia l'attacco che la coda possono essere mancanti, formando così una sillaba con una sola vocale; in alternativa, il nucleo può essere occupato da una consonante sillabica.

## Fonotassi dell'italiano
In italiano la sillaba all'inizio di una parola può avere struttura V, VC, CV, CVC, CCV, CCVC, CCCV, CCCVC (dove C sta per 'consonante' e V per 'vocale').

### Attacco
In italiano l'attacco può essere composto da una, due o tre consonanti, pur con delle limitazioni:
CC
- /s/ + un'occlusiva sorda (/p/, /k/, /t/) o /f/. Es. sfavorevole. (esiste anche la variabile regionale /s/+/t͡ʃ/ come in scentrare).
- /z/ + un'occlusiva sonora (/b/, /g/, /d/), /v/, /d͡ʒ/, /m/, /n/, /l/ o /r/. Es. snaturare.
- /f/, /v/, o un'occlusiva (/p/, /b/, /k/, /g/, /t/, /d/) + /r/. Es. francese.
- /f/, /v/, /p/, /b/, /k/ o /g/ + /l/. Es. blaterare.
- Sono permessi alcuni gruppi consonantici in parole di origine straniera, soprattutto grecismi, come /bd/ (es. bdellio), /ft/ (es. ftalato), /gn/ (es. gneiss), /ks/ (es. xilofono), /mn/ (es. mnemonico), /pn/ (es. pneumatico), /ps/ (es. psicologo), /pt/ (es. pterodattilo) o /tm/ (es. tmesi).

CCC
- /s/ + un'occlusiva sorda (/p/, /k/, /t/) o /f/. + /r/. Es. sfrontato.
- /s/ + /p/ o /k/ + /l/. Es. sclerosi.
- /z/ + un'occlusiva sonora (/b/, /g/, /d/) + /r/. Es. sgravio.
- /z/ + /b/ + /l/. Es. sbloccare.

### Nucleo
Il nucleo è sempre composto da una vocale, un dittongo o un trittongo ed è l'unica parte della sillaba ad essere obbligatoria. I dittonghi possono essere ascendenti, formati da semiconsonante + vocale (es. chiesa, cuore)  o discendenti, formati da vocale + semivocale (es. dai, Europa), mentre i trittonghi possono essere composti da semiconsonante + vocale + semivocale (es. miei, suoi), oppure da semiconsonante + semiconsonante + vocale (es. aiuola, quieto). Non sono trittonghi i gruppi formati da semiconsonante + vocale + vocale (es. miao).

### Coda
La coda è possibile solo quando il nucleo è composto da una sola vocale e può esser formata da una sola consonante tra:
- /r/. Es. corto, per.
- /l/. Es. colto, nel.
- /n/. Es. conto, con.
- /m/. Es. compro, andiam.
- tutte le consonanti eccetto /z/ possono costituire la coda e solitamente creano una geminazione con la sillaba seguente (es. cappio, tutto).

## Fonotassi dell'inglese
La sillaba inglese (e parola) twelfths /twɛlfθs/ viene divisa in attacco /tw/, nucleo /ɛ/, e coda /lfθs/, e può essere perciò descritta come CCVCCCC (C = consonante, V = vocale). Su questa base è possibile formare regole per le quali le rappresentazioni di classi di fonemi possono riempire i gruppi.  Per esempio, l'inglese permette al massimo tre consonanti in un attacco, ma tra le parole native con accenti standard, i fonemi in un attacco tri-consonantico sono limitati al seguente schema:
/s/ + polmonare + approssimante:
- /s/ + /m/ + /j/
- /s/ + /t/ + /j ɹ/
- /s/ + /p/ + /j ɹ l/
- /s/ + /k/ + /j ɹ l w/

Questo limite può essere osservato nella pronuncia della parola blue: originariamente, la vocale di blue era identica alla vocale di cue, approssimativamente [iw]. Nella maggior parte dei dialetti inglesi, la [iw] si è spostata a [juː]. Teoricamente, questo produrrebbe **[bljuː]. Il gruppo [blj], tuttavia, infrange il limite dei tre attacchi consonantici, in inglese. Dunque, la pronuncia è stata ridotta a [bluː] per elisione della [j].
Altre lingue non condividono lo stesso limite: confronta lo spagnolo pliegue [ˈpljeɣe] o il francese pluie [plɥi].

## Scala di sonorità
In generale, le regole della fonotassi agiscono intorno alla scala di sonorità, stabilendo che il nucleo abbia la massima sonorità e che questa decresca come si allontana dal nucleo. La fricativa alveolare sorda [s] è la più bassa nella gerarchia della sonorità di quanto lo sia l'approssimante laterale alveolare [l], così la combinazione /sl/ viene permessa in attacco e /ls/ in coda, ma /ls/ non è permessa in attacco e /sl/ non viene permessa in coda. Perciò slips /slɪps/ e pulse /pʌls/ sono possibili parole inglesi, mentre *lsips e *pusl non lo sono. Ci sono ovviamente eccezioni a questa regola, ma in generale essa è considerata una scala universale.